# Hahn Dae-soo
Hahn Dae-soo (한대수?, 韓大洙?, Han Dae-suLR, Han TaesuMR; Pusan, 12 marzo 1948) è un cantautore sudcoreano. È considerato uno dei principali esponenti della scena folk rock locale e un pioniere della cultura hippy in Corea del Sud.

## Biografia
Hahn Dae-soo nasce a Pusan come unico figlio di Hahn Chang-suk, uno studente d'ingegneria dell'Università nazionale di Seul, e Park Jung-ja, una pianista appartenente a una famiglia benestante. Sette anni dopo la sua nascita, suo padre, che stava studiando fisica nucleare all'Università Cornell, scompare misteriosamente. A 10 anni Hahn si trasferisce negli Stati Uniti con i nonni, alle cui cure viene affidato quando la madre si risposa quattro anni dopo. Ha 17 anni ed è ritornato in Corea quando suo padre viene ritrovato a Long Island dall'FBI: titolare di una stamperia, l'uomo ha dimenticato il coreano, utilizza il nome Howard Hahn ed è sposato con una donna bianca; non ha mai rivelato cosa gli fosse successo. Hahn vive con loro per qualche tempo, ma si trova a disagio, e da ciò scaturisce la canzone To the Land of Happiness. Nel 1966 si iscrive alla facoltà di veterinaria dell'Università del New Hampshire, ma la lascia per frequentare il New York Institute of Photography. Durante la sua permanenza nella metropoli, suona nei locali del West Village.
Il 28 agosto 1968 torna in Corea a vivere con la madre, avviando una carriera musicale: la sua prima esibizione è al C'est Si Bon di Mugyo-dong, dove porta diversi pezzi scritti tra New York e il New Hampshire traendo ispirazione dai Beatles e da artisti folk della scena americana e canadese. Ottenuto in tal modo un ingaggio a Myeongnyang Baekhwajeom, il programma in prima serata della TBC, riscuote un notevole successo televisivo e viene avvicinato da un giornalista del JoongAng Ilbo per un'intervista: tuttavia, il tono sensazionalistico del pezzo e la concentrazione sui dettagli più scandalosi della cultura hippy americana (nudità, sesso e droghe) nonostante Hahn avesse risposto di non ritenersi un appartenente a quella scena, gli causano diversi problemi. Cacciato di casa, si trasferisce in una baraccopoli, guadagnandosi da vivere esibendosi e dando lezioni d'inglese e chitarra. Poco dopo viene arruolato per la leva militare obbligatoria. Tra il 1974 e il 1977, periodo durante il quale lavora come fotogiornalista per il Korea Herald, pubblica due album, che vengono accusati di essere sovversivi e banditi; si auto-esilia quindi a New York, dove fonda una band post-punk, i Genghis Khan.
La musica di Hahn viene riscoperta dai media sudcoreani nel 1997 dopo la sua partecipazione a un festival rock a Fukuoka. Le sue canzoni To the Land of Happiness e Give Me Water sono considerate dei classici.

## Vita privata
Dal 1974 al 1989 è stato sposato con la stilista Kim Myung-shin. Nel 1992 è convolato a seconde nozze con l'infermiera mongola-russa Oksana Alferova, dalla quale ha avuto una figlia, Yang-ho, nel 2007.

## Discografia

### Album in studio
- 1974 – Long Long Road
- 1975 – Rubber Shoes
- 1989 – Infinity
- 1990 – Loss of Memory
- 1991 – Angel's Talkin'
- 1999 – 1975 Rubber Shoes∼1997 Fukuoka
- 1999 – Age of Reason, Age of Treason
- 2000 – Eternal Sorrow
- 2002 – Source of Trouble
- 2004 – The Hurt
- 2005 – 2001 Live at Olympic Fencing Stadium
- 2006 – The Urge
- 2006 – Hahn Dae-soo & Doul Gwangju Live
- 2016 – Creme de la Creme
- 2020 – Blue Skies White Clouds

## Riconoscimenti
- Busan International Rock Festival
  - 2004 – Premio alla carriera[11]
- International Poets Association
  - 1997 – Editor's Award[9]
- KBS Music Award
  - 2003 – Premio alla carriera[12]
- Korea Music Festival
  - 1974 – Top 10 Composers Award[9]
- Korean Music Award
  - 2005 – Premio alla carriera[13]